# Xã St. Onge, Quận Lawrence, Nam Dakota
Xã St. Onge (tiếng Anh: St. Onge Township) là một xã thuộc quận Lawrence, tiểu bang Nam Dakota, Hoa Kỳ. Năm 2010, dân số của xã này là 339 người.